# Qianjiang
Qianjiang (chiń. 潜江; pinyin Qiánjiāng) – miasto o statusie podprefektury w środkowych Chinach, w prowincji Hubei. W 2010 roku liczba mieszkańców miasta wynosiła 210 375.